# 吴水娇
吴水娇（1991年6月19日—）是信宜市人，中国女子田径运动员，参加跨栏竞技赛事。个人100米栏最佳成绩为12.93秒，于2013年达到。2012年和2013年，吴水娇是该项目的国内冠军。
她是2010年亚洲青年田径锦标赛冠军，在2012年亚洲室内田径锦标赛上首次夺得成年锦标。在2013年东亚运动会和2013年全运会的跨栏赛事上，她都是金牌得主。她代表中国参加了2011年亚洲田径锦标赛和2013年世界田径锦标赛。

## 生涯
吴水娇还是珠海斗门区西埔小学一位五年级生时，就被招去开始训练跨栏。还不到20岁，她就在2008年—2010年间连续赢得三项国内青年（20岁以下）锦标。在2009年中华人民共和国第十一届运动会上，她达到13.67秒的个人最好成绩，成为决赛选手，并与本土广东省队在400米接力赛跑中取得第四名。在2010年亚洲青年田径锦标赛上，她首次取得国际赛事的奖牌：在100米栏中以几乎半秒的优势夺冠，并帮助中国队取得400米接力赛跑的银牌。赛季最后一跑，她创下了13.62秒的新个人最好成绩，夺得中国田径锦标赛第五名。
2011年吴水娇开始进入成年比赛。当年将个人最好成绩提高到13.19秒，赢得中国田径大奖赛的昆山、嘉兴两站赛事，在2011年亚洲田径锦标赛决赛中得第七名。同年的国内锦标赛，她也仅得第七名。2012年是她突破的一年，首先在2012年亚洲室内田径锦标赛以破赛事纪录的8.24秒夺得60米跨栏金牌。当季她还在中国取得一系列户外冠军，包括国内大学生比赛冠军，9月以个人最好的12.98秒在中国锦标赛上赢得个人第一个全国冠军。
她以在南京以8.19秒的个人最好成绩赢得60米栏开始2013年的征程。当年她在自己第一项户外赛事中跑出13.08秒，并以夺得第二项全国锦标建立了在中国跨栏运动员中的最高地位。这为她争得了在2013年世界田径锦标赛上首演的机会，但她未能通过这一全球级赛事的预赛。在第十二届全运会上，她击败两届亚洲冠军孙雅薇，以12.96秒的新高成绩夺得跨栏金牌。她还帮助广东队在接力赛跑中夺得第三。在2013年东亚运动会上以使她荣膺年度最佳亚洲跨栏运动员的12.93秒的破赛事纪录成绩夺冠后，吴水娇结束了这个赛年。
2018年6月7日国家体育总局反兴奋剂中心的赛外兴奋剂检测中，吴水娇被验出蛋白同化制剂（外源性去甲雄酮）阳性。她因此错过了雅加达亚运会的比赛。2019年1月4日，中国田径协会发布处理决定，吴水娇被禁赛四年，禁赛期从临时停赛开始的2018年7月31日至2022年7月30日。此外，她需要承担20例兴奋剂检测费用共2万元人民币。她的主管教练戴建华、主管单位广东省田径运动管理中心也受到处罚。戴建华禁赛两年。

## 大赛成绩
| 年   | 賽事           | 舉辦城市       | 名次            | 項目          | 記錄  |
| ---- | -------------- | -------------- | --------------- | ------------- | ----- |
| 2009 | 全国运动会     | 中国济南       | 第8名           | 100米栏       |       |
| 2009 | 全国运动会     | 中国济南       | 第4名           | 400米接力赛跑 |       |
| 2010 | 亚洲青年锦标赛 | 越南河内       | 第1名           | 100米栏       |       |
| 2010 | 亚洲青年锦标赛 | 越南河内       | 第2名           | 400米接力赛跑 |       |
| 2011 | 亚洲锦标赛     | 日本神户       | 第7名           | 100米栏       |       |
| 2012 | 亚洲室内锦标赛 | 中国杭州       | 第1名           | 100米栏       |       |
| 2013 | 世界锦标赛     | 俄罗斯莫斯科   | 第26名 (预赛)   | 100米栏       |       |
| 2013 | 全国运动会     | 中国沈阳       | 第1名           | 100米栏       |       |
| 2013 | 全国运动会     | 中国沈阳       | 第3名           | 400米接力赛跑 |       |
| 2013 | 东亚运动会     | 中国天津       | 第1名           | 100米栏       |       |
| 2015 | 世界锦标赛     | 中国北京       | 第19名 (半决赛) | 100米栏       | 13.06 |
| 2016 | 奥林匹克运动会 | 巴西里约热内卢 | 第25名 (预赛)   | 100米栏       | 13.03 |

## 外部連結
- 吴水娇在World Athletics（英语）
- 吴水娇在Olympics.com（英语）
- 吴水娇在Olympedia（英语）
- 吴水娇在Chinese Olympic Committee (archived)（英语）